# Kazimierz Waliszewski
Kazimierz Klemens Waliszewski (1849-1935) era un escritor e historiador nacido en el Zarato de Polonia. Publicaba sus obras en francés y  ruso.
Después de estudiar en Varsovia y París, se doctoró en derecho y se interesó por grandes personajes de la Historia de Rusia como: Iván el Terrible, Pedro el Grande o Catalina II de Rusia.